# Marcin (archevêque de Gniezno)
Marcin est archevêque de Gniezno (1092/99 - 1112/27)

## Sources
- (en) Cet article est partiellement ou en totalité issu de l’article de Wikipédia en anglais intitulé « Martin I (Archbishop of Gniezno) » (voir la liste des auteurs).